# Storia di Siracusa in epoca greca (485 a.C. - 466 a.C.)
Durante la storia greca di Siracusa il periodo che va dal 485 a.C. al 466 a.C. è quello che vede affermarsi la dinastia dei Dinomenidi. 
Il dinomenide Gelone prese il potere nel V secolo a.C. divenendo così il primo tiranno della polis di Syrakousai e iniziando quel processo di rafforzamento militare e metropolizzazione che, in breve tempo, trasformò Syrakousai in una delle città-stato più potenti del Mediterraneo.
L'età dinomenide durò fino alla cacciata dell'ultimo tiranno di questa potente casata. Con Trasibulo di Siracusa, esiliato dalla polis nel 465 a.C., si manifestò una violenta ribellione che pose fine al regno dei "geloi".

## Il primo tiranno di Siracusa: Gelone (485-478 a.C.)

### L'ascesa al potere
(Erodoto, 480 a.C. - 425 a.C.)

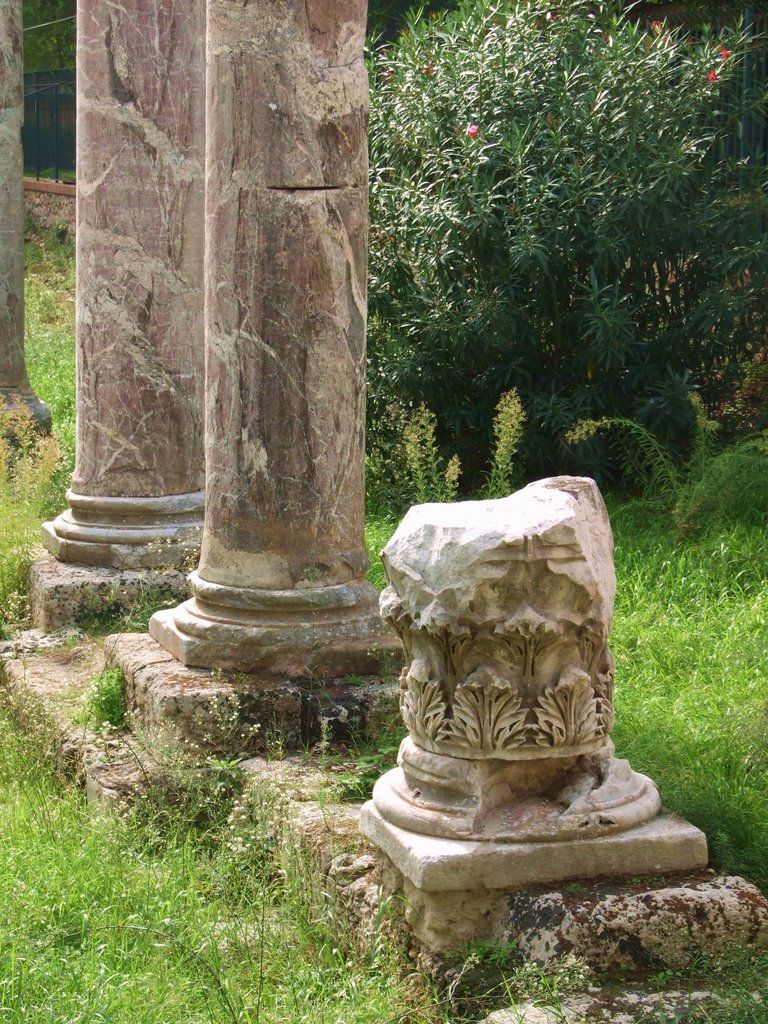
Le colonne del Foro Siracusano presso Acradina

Così Erodoto descrive l'ingresso di Gelone in città. Con lui ebbe inizio alla tirannide siracusana, con lui la città iniziò a espandersi raggiungendo grandi proporzioni e ricchezza. L'epoca di Gelone è infatti da molti storici considerata come la vera "epoca d'oro di Siracusa" (ancora più di quella Dionigiana che si sarebbe verificata in seguito). Gelone quindi consolidò il suo potere lasciando il governo di Gela nelle mani del fratello Ierone e stringendo un'alleanza con Terone di Agrigento. Sorgono così, al di fuori delle mura, i quartieri di Tyche e Neapolis, e viene avviata una grande opera di monumentalizzazione della città.
Vicino al teatro greco costruì il tempio di Demetra e Kore e il monumento-mausoleo che Gelone fece costruire per sé stesso e per la propria moglie Damarete vicino all'Olimpeion, fuori delle mura cittadine: si trattava di una grande costruzione a nove torri, intercalate da una breve cortina muraria. Ma il provvedimento più interessante dal punto di vista urbanistico, fu di spostare l'agorà da Ortigia, ad Acradina nella zona tra piazzale Marconi e il Pantheon dei caduti; area dove infatti ancor oggi si trovano i resti delle colonne del Foro Siracusano (l'agorà appunto), la principale piazza greca. Decisione questa importante, poiché lasciava già intravedere una politica più unitaria che mirava a prendere coscienza della nuova e più estesa città, il cuo fulcro dunque, non poteva più essere la sola isola di Ortigia, il quartiere più antico, ma doveva invece adeguarsi a nuovi confici che adesso si estendevano sulla terraferma.
Con Gelone dunque nascono quattro quartieri in Siracusa (Ortigia, Tyche, Neapolis, Acradina), per vedere anche il quinto bisognerà attendere l'era Dionigiana, quando la Siracusa greca prenderà il soprannome de la Pentapoli (cinque città riunite).
In questo periodo si sviluppa inoltre il Teatro greco, V secolo a.C., che iniziò ad attrarre anche una vivacissima attività culturale: ne è esempio la presenza di Eschilo, Arione di Metimma e Cinto di Chio che introdussero a Siracusa le recitazioni omeriche, il poeta Epicarmo (considerato l'inventore della Commedia) e persino la grande poetessa Saffo venuta in esilio da Mitilene. Il teatro siracusano è considerato il più esteso di Sicilia, in grado di rivaleggiare per dimensioni con quello di Atene e di Epidauro, viene infatti definito ancor oggi il teatro più grande del mondo greco.
Gelone edificò anche i templi; il più famoso è il terzo Athenaion della città, sito in Ortigia (del quale si conservano ancora le colonne integre, poiché si tratta del tempio riconvertito in chiesa cristiana: il Duomo di Siracusa). Il tiranno ne volle fare il tempio più ricco della città. Di esso, delle sue lavorate porte, secoli dopo, Cicerone scriverà:
(Cicerone)
Il tiranno Gelone accrebbe quindi la presenza greca in Sicilia, espandendo i territori della città, allentando anche la pressione dei Siculi e dei Sicani ai confini della capitale greca. Nel 485 a.C. distrusse Camarina deportando i cittadini, stessa cosa fece nel 481 a.C. quando conquistò Megara Hyblaea. Anche da Gela spostò metà della popolazione in modo da accrescere la popolazione della città e rafforzare numericamente anche l'esercito e la marina.
(Erodoto, Storie, Libro VII 156)

### Gelone e le Guerre persiane

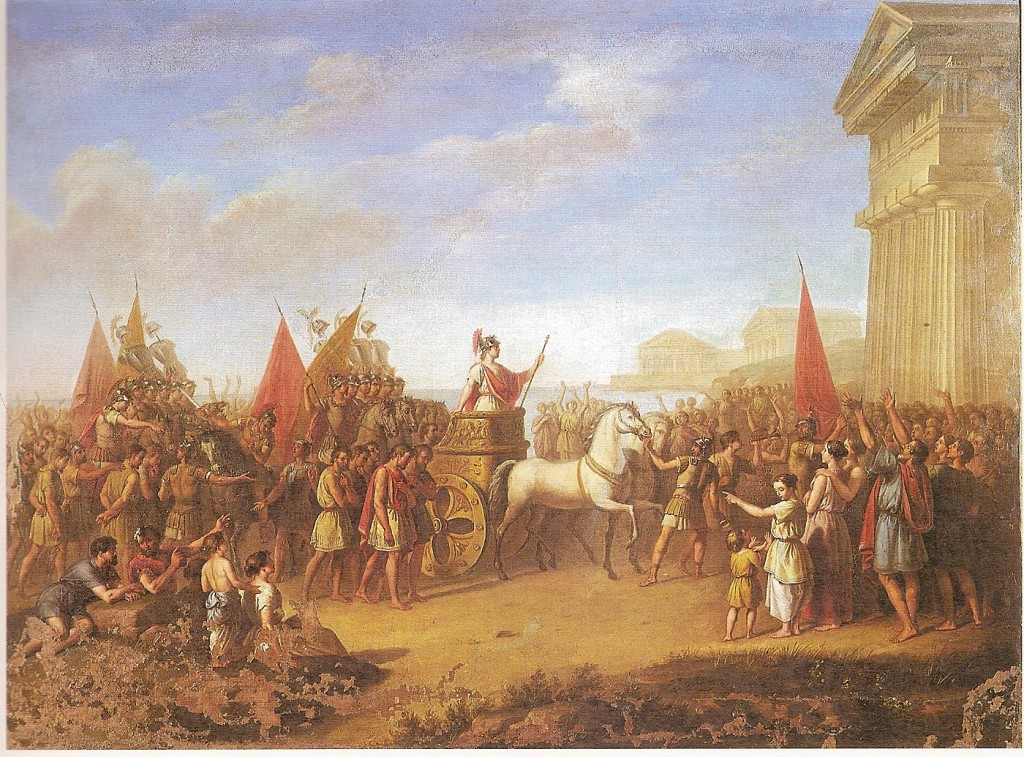
Gelone che ritorna vittorioso dalla battaglia d'Imera. Quadro di Giuseppe Carta (1853)

La fama di Gelone e la nuova ricchezza di Siracusa, non tardarono ad oltrepassare i confini siciliani. Infatti il tiranno siracusano era ben noto nel mondo greco e doveva esserlo anche presso i governi di Atene e di Sparta, dato che questi inviarono nella città aretusea ambasciate con il preciso scopo di chiedere al tiranno l'intervento di Siracusa nella Seconda guerra persiana: le guerre pesiane erano dei conflitti tra il mondo greco e il mondo orientale dell'Impero di Persia. Gli ambasciatori chiesero a Gelone di unirsi alla Lega di Delo; una lega formata dalle città greche per sconfiggere i persiani. Erodoto così racconta l'incontro avvenuto tra gli ambasciatori e Gelone a Siracusa:
(Erotodo raccontando la vita di Gelone)
La risposta di Gelone alla richiesta di far entrare Siracusa nel conflitto in aiuto dei Greci, secondo Erodoto, fu la seguente:
(Risposta di Gelone agli ambasciatori secondo Erodoto)
Ma in cambio di questa offerta, Gelone voleva che i greci gli affidassero il comando delle operazioni militari di terra o il comando della flotta marittima. Vedendosi rifiutate entrambe le richieste, l'una dagli spartani e l'altra dagli ateniesi che non accettavano di sottostare ai comandi del tiranno siceliota, decise che Siracusa non avrebbe partecipato al conflitto e quindi non avrebbe inviato alcun aiuto.
In verità molti storici pensano che il motivo reale per il quale Siracusa non partecipò alle guerre persiane, fu che essa era già in lotta contro Cartagine che assediava la Sicilia e che, a sua volta si dice fosse alleata della Persia. Dunque si può supporre che Gelone ebbe il timore di esporre troppo la città, in un conflitto di grandi proporzioni che vedeva un'alleanza orientale composta da Persiani-Cartaginesi e un'altra alleanza, meno ufficiale o palesata, composta da Greci e abitanti della Magna Grecia. Il timore di un attacco in forze dell'Oriente mirato a conquistare l'Occidente, lo si ebbe maggiormente quando, casualità o piano ben studiato, i greci di Sicilia e i greci della madrepatria si ritrovarono ad affrontare nello stesso momento le forze orientali: i persiani attaccarono le città di Termopili e Salamina, mentre i cartaginesi attaccarono Imera, nei pressi di Palermo.
Ad ogni modo, pur non partecipando alla guerra persiana, Gelone volle tenersi informato sulle sorti della Grecia, da alcuni scritti sembra infatti che il tiranno siracusano fosse pronto ad onorare Serse, il re di Persia, se questo avesse sconfitto i greci della madrepatria; forse perché sperava di divenire un alleato dei persiani allontanando così il pericolo di un attacco alla Sicilia. Sta di fatto che mandò a Delfi, per vedere come evolveva la situazione, tre penteconteri che avevano il compito di inviare doni e omaggi a Serse in caso di una sua vittoria e se invece la guerra fosse stata vinta dai greci, le navi siracusane dovevano rientrare in patria, a Siracusa.
Lo storico statunitense, Moses Israel Finley, analizza il racconto di Erodoto nella parte in cui Gelone dà la sua risposta alle richieste greche, e da esso trae le seguenti conclusioni:
(Moses Israel Finley, 1912 - 1986)
Il Finley non è l'unico ad interrogarsi sulle proporzioni raggiunte dalla Siracusa greca nel periodo del suo massimo splendore; altri studiosi hanno infatti definito Siracusa come l'unica metropoli in grado di pareggiare e possibilmente superare il numero di popolazione della capitale della Grecia, Atene.

### La Battaglia di Himera

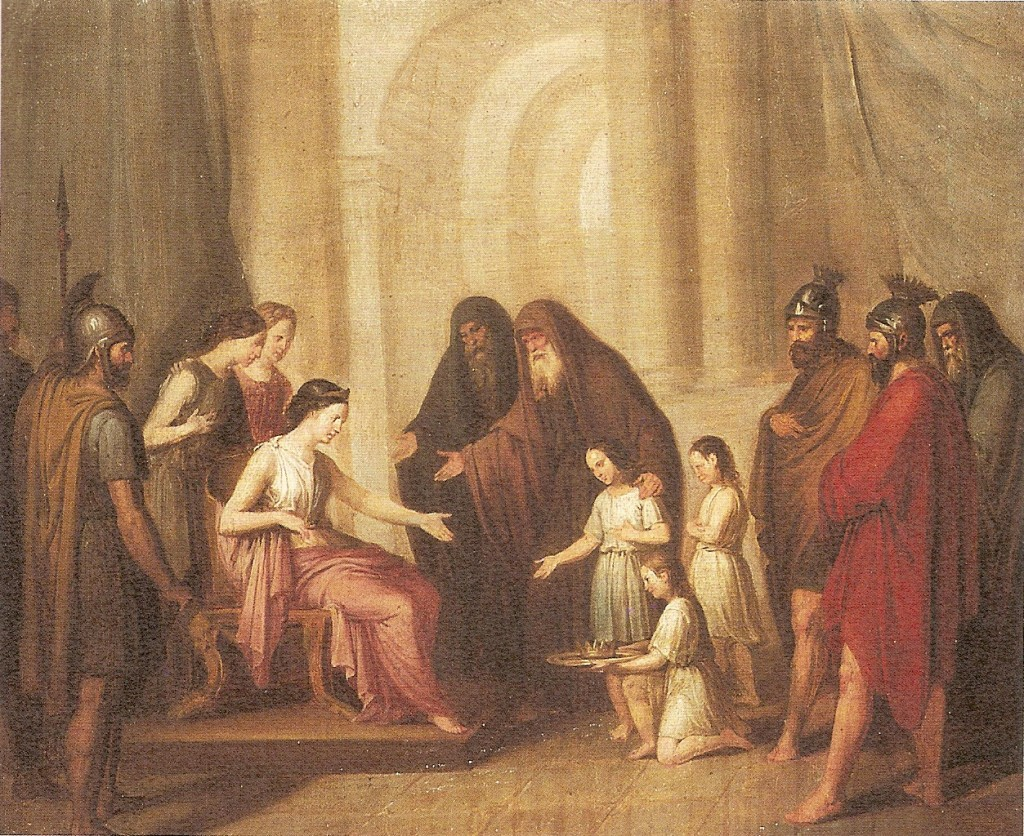
I cartaginesi offrono una corona d'oro a Damarete, moglie di Gelone. Dipinto di Francesco Vaccaro

L'espansione di Siracusa in Calabria, portò il tiranno della città di Reggio, Anassilao e suo suocero Terillo, rispettivo tiranno di Himera, a chiedere l'aiuto di Cartagine per fermare i siracusani e i loro alleati della città di Akragas (attuale Agrigento). Fu così che i cartaginesi arrivarono fino al Porto di Palermo con un grande esercito composto per la maggior parte da mercenari (Fenici, Libi, Iberi, Liguri, Elisici, Sardi e Corsi), guidati da Amilcare I, condottiero e re di Cartagine.
Che intenzioni avesse realmente Amilcare, non è chiaro, poiché gli storici pensano che non velesse conquistare l'intera Sicilia ma solo evitare che l'isola cadesse tutta in mano ad un unico tiranno, in questo caso in mano a Gelone di Siracusa.
Fu così che Terone di Agrigento e Gelone di Siracusa, si ritrovarono alleati in questa guerra contro i cartaginesi in terra siciliana. La battaglia avvenne a Imera, una colonia greca fondata da calcidesi provenienti da Zancle (l'odierna Messina) e da esuli siracusani. L'esito del conflitto fu totalmente favorevole per le due città attaccate: Agrigento e Siracusa; e quest'ultima, essendo stata decisiva con il suo intervento bellico per le sorti della battaglia, volle dettare lei le condizioni da imporre ai nemici vinti, condizioni che anche i suoi alleati, come Akragas, dovettero accettare. Anzitutto con questa vittoria nel lato occidentale dell'isola, Siracusa divenne la "città egemone" su tutte le altre città di Sicilia (Agrigento compresa che fino a quel momento era stata per potenza una sua rivale), poi pretese la costruzione di due templi, uno dei quali doveva sorgere in territorio cartaginese e presso il quale dovevano essere custoditi i documenti del trattato di pace. L'altro tempio invece venne eretto ad Imera e chiamato Tempio della Vittoria, in ricordo del successo di quell'impresa.
Inoltre, il lato più importante della pace concessa ai cartaginesi fu il fatto che Gelone ordinò loro di non fare mai più sacrifici umani nei loro riti religiosi e di non sacrificare mai più i figli primogeniti nei tofet. Cartagine accettò. E questo trattato divenne noto per essere stato "il primo trattato umanitario di cui parli la storia".

(ancor oggi, per i siciliani, è motivo di orgoglio sapere che dalla loro terra, tanti secoli fa, venne un'imposizione contro dei riti barbari e un passo avanti verso la civiltà dei popoli)
Altre conseguenze di quella sconfitta per i cartaginesi furono: la perdita totale della loro flotta (andata distrutta in una tempesta); i propri prigionieri fatti schiavi in Sicilia (con essi Gelone iniziò a Siracusa la costruzione dell'Acquedotto Galermi, costruito appunto con maestranze cartaginesi) e il pagamento di duemila talenti.

### Il Trattato di Pace con Cartagine
(Montesquieu, Lo spirito delle leggi)
Secondo Montesquieu il più bel trattato di pace che la storia ricordi è proprio quello stipulato da Gelone, primo tiranno di Siracusa, quando impose ai cartaginesi di mettere fine ai sacrifici umani che usavano fare contro essi stessi per presunta volontà degli dei.

Oltre al gesto umano, per il quale Cartagine volle personalmente ringraziare il siceliota facendo dono alla sua consorte Damarete di parecchio oro che in seguito venne fuso in monete preziose, di questo trattato ne vanno apprezzate anche le doti lungimiranti e statali che ebbe il tiranno nel non imporre alla fenicia nemica onerosi debiti di guerra o restrizioni eccessive, ma anzi le imponeva di abolire un'assurda legge andata avanti per superstizione che faceva del male all'intero popolo cartaginese. Fino a quando regnò Gelone la capitale punica non volle più dichiarare guerra a Siracusa. Stratega abilissimo e fine ideologo, sempre conscio della pericolosità degli obiettivi che si prefiggeva, propagandò un'immagine così morigerata del proprio governo da convincere i posteri della bontà di ogni sua azione. Queste caratteristiche, sostenute dal Machiavelli parecchi secoli dopo per definire il "buon Principe", gli permisero di governare per sette anni la città di Gela (dal 491 al 484 a.C.) ed altrettanti quella di Siracusa (dal 485 al 478 a.C.).

### La morte
Ma dopo le vittorie, il tiranno di Siracusa riunì il popolo pronunciando un discorso dove elencava le vittorie del suo governo e la grandezza raggiunta dalla città. Poi sorprendendo tutti, disse di rimettere il potere nelle mani del popolo. Risale infatti a questo periodo l'aneddoto secondo cui egli, in dimostrazione della sua condotta non dispotica, disarmato, si presentò dinnanzi all'esercito ed alla cittadinanza siracusana riunita in assemblea dichiarando di lasciare nelle loro mani il potere e di restituire loro il governo della città. Il popolo però lo acclamò con un'ovazione, ancora sovrano di Siracusa. 

Poi anni dopo, per la sua morte, Gelone ebbe enormi funerali e l'erezione di una statua e di un mausoleo che glorificava un tiranno entrato nel mito.

## Gerone I (478-466 a.C.)
Gelone prima di morire scelse come suo successore il fratello Gerone I (detto anche Ierone I), che lasciato il trono di Gela lo concesse al fratello Polizelo. Tuttavia proprio per ragioni dinastiche sorse una guerra tra i due fratelli che vide anche come protagonista la città di Sibari. I crotoniani infatti nel 477 a.C. attaccarono la città che chiese aiuto a Siracusa, Ierone quindi nella speranza di liberarsi del fratello Polizelo, lo convinse ad andare in soccorso della città. Purtroppo le fonti antiche su questo evento sono poco chiare, tanto da rendere dubbio l-effettivo intervento militare. Polizelo comunque, scoperto l'inganno decise di muovere guerra contro il fratello e solo con la mediazione del poeta Simonide lo scontro si risolse nel 476 a.C., con Polizelo che si rifugia presso il suocero Terone ad Agrigento.

### Le Olimpiadi e la Letteratura
Gerone I partecipò e vinse, con la disciplina sportiva della quadriga, i Giochi olimpici greci nel 476, nel 472 e nel 468 a. C. Inoltre riportò altre tre vittorie nei Giochi pitici, rispettivamente ad Olimpia e a Delfi. Gerone venne ostacolato nei giochi olimpici dall'ateniese Temistocle, il quale ne approfittò per scagliarsi contro di lui, per vendicarsi del fatto che Siracusa aveva qualche anno prima negato il soccorso alla Grecia durante le guerre contro i persiani. Ma il proposito non andò in porto e Gerone vinse la corsa dei cavalli. A queste sue vittorie sono dedicate le odi composte da Pindaro e quelle composte da Bacchilide. E proprio questi due poeti diventarono infatti ospiti alla corte di Gerone in Siracusa. Il tiranno adottò la filosofia chiamata mecenatismo; ovvero il mostrarsi incline alle arti e al desiderio dei poeti di comporre versi, sostenendoli e favorendo la loro espressione, in cambio questi portavano lustro alle corti dei sovrani presso i quali andavano e loro stessi divenivano lieti di farne parte. Ad esempio, Gerone portò a Siracusa grandi artisti dell'epoca, nomi illustri come quello di Pindaro (la cui grandezza poetica rimase anche secoli dopo quando ad esempio Alessandro Magno ordinò che nella distruzione di Tebe venisse salvata soltanto la casa di Pindaro, poeta caro al popolo greco) ed egli con i suoi versi mostrò vero affetto, o stima, per la città di Siracusa; poi venne Simonide e il già citato Bacchilide, entrambi considerati, insieme a Pindaro, come "iniziatori della seconda fase della lirica corale; e si trovò alla corte siracusana anche Eschilo, grande drammaturgo greco antico considerato l'iniziatore della tragedia greca. Va annoverata tra le frequentazioni di Gerone I anche la presenza dello scultore Pitagora di Reggio (l'autore, tra le tante sue opere, dei Bronzi di Riace) che fece per il regnate siracusano alcune statue.
(Ierone, la dedica scritta in greco sull'elmo)
Qui l'immagine a colori dell'elmo di Ierone con dedica in greco, esposto nel 2013 al Museo Archeologico Regionale Paolo Orsi di Siracusa.
L'elmo di Ierone risale al 474 a.C., ovvero alla storica battaglia di Cuma; una battaglia importante che segnò le sorti degli etruschi, e proprio ad essi apparteneva questo elmo. Gerone I lo prese dopo la vittoria dei siracusani sulle navi etrusche, come bottino di guerra. Gli elmi sottratti, e che riguardano le preziose dediche, furono due: uno di stampo tipicamente etrusco, l'altro di stampo corinzio. Gerone li fece dedicare entrambi a Zeus, come segno di ringraziamento per la vittoria ottenuta. Li fece salpare su delle navi dirette in Grecia, verso il santuario della città di Olimpia. Da qui, millenni dopo, se ne persero le tracce e vennero infine ritrovati: l'uno, quello di stampo etrusco, nel 1817 e l'altro, il corinzio, verso il 1950. Il primo venne trasferito a Londra, presso il British Museum (uno dei più celebri per la ricchezza dei reperti descriventi la storia dei popoli nel mondo) e il secondo rimase nel luogo di ritrovamento, in Grecia, presso il Museo Archeologico di Olympia. Il rammarico dell'Italia è che questi preziosi reperti, che appartengono alla storia della nazione, non si trovino nelle città d'origine ma in altri luoghi del mondo. A tal proposito, il Corriere della Sera nel 2003 riportò una notizia, riferita a sua volta dall'allora Ministro per i beni e le attività culturali, Giuliano Urbani, secondo cui presto uno di questi due elmi, quello di Olimpia, sarebbe potuto tornare in Sicilia, dopo che questa avrebbe intrapreso uno "scambio di reperti" con i musei greci. Anche il quotidiano La Sicilia s'interessò all'evento, parlando addirittura di "sfida tra i musei siciliani", poiché Palermo, il cui museo donava il pregiato pezzo per lo scambio (un frammento del Partenone), voleva che l'elmo di Ierone andasse esposto nel sito museale palermitano. Siracusa sosteneva invece che doveva essere il suo museo ad esporre l'elmo in questione, poiché esso derivava dalla storia dei tiranni siracusani. Ma come finì la contesa non si è mai saputo, poiché andando più avanti non si trovano altre fonti che parlino di questo scambio tra Grecia e Italia che doveva avvenire a favore dell'arte. Però, nel 2012, Siracusa è riuscita ad ottenere in prestito per 3 mesi (fino al 6 gennaio 2013) l'elmo di Ierone esposto al British Museum. Un momento importante per la città.
(Pindaro in Olimpica I- traduzione di M. Menghi, in Atlante del Mondo Greco, De Agostini, Novara 1986)
Questo è l'inizio dell'Olimpica I, ovvero delle odi che il poeta Pindaro dedica Gerone I per la sua vittoria ai giochi olimpici.

### Gerone e la politica espansionistica di Siracusa
Gerone I, oltre che per il suo accostamento alle arti, è però ricordato come un tiranno violento, che tenne Siracusa sotto uno stretto regime militare. È considerato colui che iniziò la politica espansionista della città (una politica che poi seguirà un altro tiranno ben noto siracusano: Agatocle), ma la sua voglia di conquista fece ritrovare la città a dover combattere numerose guerre. Vanno ricordate le battaglie interne di Sicilia: quella contro Trasideo, tiranno di Agrigento, che dichiarò guerra a Siracusa ma venne sconfitto ed esiliato; Akragas fece in seguito pace con Gerone e passò nella cerchia delle alleate della città aretusea. Poi vanno menzionate le battaglie contro Katane (attuale Catania); i siracusani la conquistarono e deportarono tutti i suoi abitanti nella vicina Leontini (Lentini), ripopolandola con dori siracusani e con abitanti del Peloponneso. Gerone mutò il nome di Katane in Aitna (Etna), città nuova da lui fondata, e si fece proclamare dunque "Etneo". È in questa occasione che Eschilo, presenta alla corte di Gerone l'opera composta in onore del tiranno siracusano: le Etnee. Inoltre la presenza di Siracusa era già arrivata in Campania, superando la Calabria, nei pressi di Cuma, dove la tirannide siracusana aveva postazioni commerciali e rapporti politici.

Furono questi gli inizi di una politica mirata alla conquista di altre terre che, qualche anno dopo, avrebbe portato la capitale della Grecia, Atene, a voler fermare Siracusa che oramai, stava diventando una minaccia che rischiava d'intaccare l'egemonia ateniese sul mondo greco antico.

### I Siracusani e la battaglia Etrusca in Campania
(Pindaro in Prima Ode Pitica)
Gli etruschi, ovvero gli abitanti dell'Etruria, sono considerati dagli storici contemporanei come un grande popolo e per certi versi decisivo per la storia d'Italia. Essi avevano fatto della Campania una terra a loro molto cara, poiché era considerata come il passaggio o la via principale per espandere i loro commerci e le loro postazioni anche in Sicilia, che già all'epoca era vista come "il cuore del Mediterraneo".

Ma gli estruschi, nei loro piani d'espansione, dovettero scontrarsi inevitabilmente con un'altra potenza che in quell'epoca dettava il suo volere in quelle terre: Siracusa. Il tiranno Gerone I, che come abbiamo visto aveva un carattere orgoglioso ed una politica che mirava alla conquista, probabilmente percepì il pericolo di avere troppo vicino un popolo come gli etruschi, colonizzatori ed esperti di commercio, che mirvano proprio a scendere il più possibile presso le terre siciliane. Fu forse questo il motivo che lo spinse ad accettare l'alleanza con Cuma, antica città campana che, dopo avere ospitato, per volere del suo tiranno, l'esilio del settimo Re di Roma, ovvero l'etrusco Tarquinio il Superbo che qui morì, decise poi di ribellarsi al popolo estrusco e per fare ciò chiamò in suo aiuto Siracusa, la quale accettò di intraprendere questa guerra.

Come narrato da Pindaro, Gerone, nel 474 a.C. (data della battaglia), mandò a Cuma la sua flotta che riuscì a sconfiggere e mettere in fuga i tirreni (nome dato agli estruschi). Le fonti non narrano i particolari della battaglia ma stando alla testimonianza di Pindaro, fu una battaglia molto cruenta, volta alla difesa degli interessi ellenici contro l'espansione etrusca.

Le conseguenze di questa battaglia furono molto forti; da un lato l'Etruria perse le sue postazioni in Campania (Etruria campana), divenendo così isolta dalla parte meridionale dell'Italia. Ciò avrebbe portato, qualche anno dopo, ad una definitiva sconfitta per il popolo etrusco che sarebbe stato conquistato dai Latini (che prendevano sempre più piede in Italia). Dopo la battaglia Siracusa si stabilì maggiormente nelle terre campane, ponendo dei presidi a Pithekoussai (il cui nome significa "città delle scimmie"), considerata la più antica di fondazione greca in Italia, corrispondente all'attuale Isola di Ischia; poi i siracusani fondarono una nuova città adiacente a Parthenope e la chiamarono Neapolis (forse per omaggiare Gelone che anni prima aveva fondato a Siracusa la città-quartiere dallo stesso nome "Neapolis" adiacente ad Ortigia), da lì ben presto sarebbe sorta Napoli (il cui insieme deriva appunto da Partenope, la città vecchia, e Neapolis, la città nuova). L'influenza siracusana in Campania è visibile nei primi tempi: nella sua urbanizzazione, nei culti religiosi, nelle monete. Poi i siracusani vennero infine cacciati sia da Neapolis, oramai divenuta la città più forte della Campania che ridusse al minimo l'importanza di Cuma, antica città principale; anche da qui i siracusani dovettero ritirarai quando cessò la tirannia dei Dinomenidi a Siracusa. E infine abbandonarono anche il presidio di Pithekoussai, sul quale avevano lasciato delle tracce con la costruzione di un castello e nella zona di Forio, un tempio dedicato a Venere Citere (presso la spiaggia odierna che da esso prende il nome "la spiaggia di Citara"); se ne andarono dopo una violenta eruzione del Monte Epomeo.

Atene non tardò a riappropriarsi presto di quelle terre, ponenondole nuovamente sotto la sua influenza commerciale.

## La fine della prima tirannide
Dopo queste battaglie, e dopo le sue conquiste, Gerone affrontò la sua ultima guerra al comando di Siracusa nel 466 a.C. contro Trasideo tiranno di Agrigento figlio di Terone, il quale venne sconfitto ed esiliato e le due città fecero pace. Dopodiché Gerone I di Siracusa volle ritirarsi nella città siciliana da lui fondata, Etna; morì in età avanzata, gli vennero tributati tutti quegli onori che fino a quel momento erano solo prerogativa dei primissimi fondatori coloniali.
A Gerone succedette il fratello e tiranno di Gela, Trasibulo, il quale però attuò una politica dispotica. Diodoro Siculo lo definisce "violento e assassino", il popolo mal lo sopportò, così Siracusa si ribellò a Trasibulo nel 465 a.C., facendo un'alleanza insieme a Gela, Akragas, Himera, Selinunte e con le truppe Sicule. Il popolo riuscì dunque a rovesciare la dittatura e a instaurare una giovane democrazia protetta anche dall'introduzione del petalismo. 

Trasibulo fu costretto all'esilio a Locri Epizefiri, dove morì. Con lui cessò il periodo dei Dinomenidi, quindi la prima tirannide siracusana. Tuttavia secondo Aristotele la caduta di Trasibulo e quella di Trasideo, furono favorite soprattutto dalle lotte all'interno delle famiglie le quali decretarono la sparizione del regime tirannico dei Diomenidi. La cacciata di Trasibulo da allora fu celebrata ogni anno a Siracusa con sacrifici animali a Zeus Eleutherios.